# Pie-grièche de Mackinnon
Lanius mackinnoni
Espèce
Statut de conservation UICN

 LC  : Préoccupation mineure
Le Pie-grièche de Mackinnon (Lanius mackinnoni) est une espèce d'oiseaux de la famille des Laniidae.
Son aire s'étend d'une part de la ligne du Cameroun au nord-ouest de l'Angola et d'autre part du nord-est de la République du Congo à l'ouest du Kenya.